# 5292 Mackwell
5292 Mackwell este o planetă minoră (asteroid), cu un diametru de 9,435 km, din centura de asteroizi. A fost descoperită pe 12 ianuarie 1991 la Fujieda de Hitoshi Shiozawa⁠(d) și a fost numită după Stephen J. Mackwell⁠(d). 
Obiectul prezintă o orbită caracterizată de o semiaxă mare de 2,5671897 UAi, o excentricitate de 0,16, o înclinație de 15,46756 ° în raport cu ecliptica.